# Love Metal
Love Metal è il quarto album degli HIM, pubblicato il 14 aprile 2003. La versione digipak dell'album include anche la canzone Love's Requiem.
L'album è il primo a non avere in copertina una foto del cantante Ville Valo, e mostra invece il simbolo della band, l'heartagram.
Da questo album vengono estratti i singoli The Funeral Of Hearts, Buried Alive By Love e The Sacrament. Il video di Buried Alive By Love vede protagonista l'attrice Juliette Lewis ed è diretto dal volto di MTV Bam Margera.

## Tracce
Testi e musiche di Ville Valo.
1. Buried Alive by Love – 5:01
2. The Funeral of Hearts – 4:30
3. Beyond Redemption – 4:28
4. Sweet Pandemonium – 5:46
5. Soul on Fire – 4:02
6. The Sacrament – 4:32
7. This Fortress of Tears – 5:47
8. Circle of Fear – 5:27
9. Endless Dark – 5:36
10. The Path – 7:45

Traccia bonus dell'edizione Digipack
1. Love's Requiem – 8:36

## Formazione
- Ville Valo - voce
- Lily Lazer - chitarra
- Migé Amour - basso
- Gas Lipstick - batteria
- Emerson Burton - tastiera